# Банбери, Тил
Тил Алекса́ндер Ба́нбери (англ. Teal Alexander Bunbury; 27 февраля 1990, Гамильтон, Онтарио, Канада) — канадский и американский футболист, нападающий клуба «Нэшвилл». Выступал за сборную США.

## Биография

### Ранние годы и начало карьеры
Тил — сын канадского футболиста Алекса Банбери, члена Зала славы футбола Канады, проведшего 64 матча за сборную Канады. Родился в Канаде — в Гамильтоне (Онтарио). Жил в Португалии, когда его отец выступал за «Маритиму» с 1993 по 1999 годы. Позднее его семья переехала в Соединённые Штаты, осев в Прайор-Лейк (Миннесота). Учился в старшей школе Шаттак-Сент-Марис в Фэрибо (Миннесота). Его старшая сестра Кайли Банбери — актриса.
В 2008—2009 годах Банбери обучался в Акронском университете по специальности маркетинг, совмещая обучение с игрой за университетскую футбольную команду в Национальной ассоциации студенческого спорта. В сезоне 2008 сыграл 23 матча, в десяти из них выходил в стартовом составе, и забил шесть мячей. В сезоне 2009, во всех 25 матчах выходя в стартовом составе и забив 17 мячей, помог «Акрон Зипс» дойти до финала Кубка колледжей. По итогам 2009 года Банбери удостоился Hermann Trophy, приза лучшему игроку студенческого футбола США.
В 2009 году также выступал за клуб «Рочестер Тандер» в Премьер-лиге развития ЮСЛ.

### Клубная карьера
Оставив университет после второго года обучения, 22 декабря 2009 года Банбери подписал контракт с MLS по программе Generation Adidas, и на Супердрафте, состоявшемся 14 января 2010 года, был выбран в первом раунде под четвёртым номером клубом «Канзас-Сити Уизардс». Его профессиональный дебют состоялся 27 марта в матче стартового тура сезона 2010 против «Ди Си Юнайтед». Свой первый гол в профессиональной карьере забил 13 апреля в матче Открытого кубка США против «Колорадо Рэпидз». Свой первый гол в MLS забил 14 июля в матче против «Коламбус Крю».
В декабре 2010 года Банбери проходил просмотр в клубе Английской Премьер-лиги «Сток Сити», забил гол в матче резервистов против «Уиган Атлетик».
Летом 2011 года к Банбери проявлял интерес датский клуб «Брондбю», но «Спортинг КС» отклонил его предложения.
В декабре 2011 года в течение двух недель Банбери тренировался с клубом Английской Премьер-лиги «Болтон Уондерерс».
26 августа 2012 года в матче против «Нью-Йорк Ред Буллз» в столкновении с вратарём соперников Биллом Годеттом получил тяжёлую травму — разрыв передней крестообразной связки левого колена, из-за чего пропустил девять с половиной месяцев, вернувшись на поле 12 июня 2013 года в матче Открытого кубка США против клуба USL Pro «Орландо Сити», в котором вышел на замену на 76-й минуте вместо Джейкоба Питерсона.
19 февраля 2014 года Банбери был обменян в «Нью-Инглэнд Революшн» на распределительные средства и пик первого раунда Супердрафта MLS 2015. За бостонцев дебютировал 8 марта в матче стартового тура сезона 2014 против «Хьюстон Динамо». Первый гол за свой новый клуб забил 26 апреля в ворота своего бывшего клуба «Спортинг Канзас-Сити». 14 января 2015 года Банбери подписал с «Нью-Инглэнд Революшн» новый многолетний контракт.
15 декабря 2017 года перезаключил контракт с «Революшн» на сезон 2018. В сезоне 2018 впервые в своей карьере забил двузначное число голов — 11.
13 июля 2020 года Банбери подписал новый многолетний контракт с «Нью-Инглэнд Революшн».
12 декабря 2021 года Банбери был продан в «Нэшвилл» за $75 тыс. в общих распределительных средствах с возможной доплатой ещё $75 тыс. в зависимости от достижения им определённых показателей. Дебютировал за «Нэшвилл» 27 февраля 2022 года в матче стартового тура сезона против «Сиэтл Саундерс», заменив на 71-й минуте Си Джея Сапонга.

### Международная карьера
Банбери представлял Канаду на юношеском и молодёжном уровнях. В составе сборной Канады до 20 лет участвовал в молодёжном чемпионате КОНКАКАФ 2009.
На взрослом уровне решил представлять Соединённые Штаты. Первый вызов в сборную США Банбери получил 11 ноября 2010 года на матч со сборной ЮАР. И в матче «Кубок вызова имени Нельсона Манделы», состоявшемся 17 ноября 2010 года, дебютировал за звёздно-полосатую дружину, выйдя на замену на второй тайм вместо Робби Финдли. Свой первый гол за сборную США забил 22 января 2011 года в товарищеском матче со сборной Чили, реализовав пенальти.
В марте 2012 года в составе олимпийской сборной США Банбери участвовал в матчах квалификации в зоне КОНКАКАФ к футбольному турниру Олимпийских игр в Лондоне.

## Статистика выступлений

### Клубная статистика
| Выступление          | Выступление      | Выступление      | Лига | Лига | Плей-офф | Плей-офф | Кубок | Кубок | ЛЧ КОНКАКАФ | ЛЧ КОНКАКАФ | Итого | Итого |
| Клуб                 | Лига             | Сезон            | Игры | Голы | Игры     | Голы     | Игры  | Голы  | Игры        | Голы        | Игры  | Голы  |
| -------------------- | ---------------- | ---------------- | ---- | ---- | -------- | -------- | ----- | ----- | ----------- | ----------- | ----- | ----- |
| Спортинг Канзас-Сити | MLS              | 2010             | 26   | 5    | —        | —        | 1     | 1     | —           | —           | 27    | 6     |
| Спортинг Канзас-Сити | MLS              | 2011             | 29   | 9    | 3        | 2        | 2     | 1     | —           | —           | 34    | 12    |
| Спортинг Канзас-Сити | MLS              | 2012             | 22   | 5    | 0        | 0        | 4     | 1     | —           | —           | 26    | 6     |
| Спортинг Канзас-Сити | MLS              | 2013             | 12   | 0    | 2        | 0        | 1     | 0     | 2           | 0           | 17    | 0     |
| Спортинг Канзас-Сити | Итого            | Итого            | 89   | 19   | 5        | 2        | 8     | 3     | 2           | 0           | 104   | 24    |
| Нью-Инглэнд Революшн | MLS              | 2014             | 31   | 4    | 5        | 2        | 1     | 0     | —           | —           | 37    | 6     |
| Нью-Инглэнд Революшн | MLS              | 2015             | 30   | 4    | 1        | 0        | 0     | 0     | —           | —           | 31    | 4     |
| Нью-Инглэнд Революшн | MLS              | 2016             | 27   | 2    | —        | —        | 3     | 3     | —           | —           | 30    | 5     |
| Нью-Инглэнд Революшн | MLS              | 2017             | 28   | 7    | —        | —        | 3     | 1     | —           | —           | 31    | 8     |
| Нью-Инглэнд Революшн | MLS              | 2018             | 32   | 11   | —        | —        | 0     | 0     | —           | —           | 32    | 11    |
| Нью-Инглэнд Революшн | MLS              | 2019             | 32   | 6    | 1        | 0        | 2     | 2     | —           | —           | 35    | 8     |
| Нью-Инглэнд Революшн | MLS              | 2020             | 22   | 8    | 5        | 0        | —     | —     | —           | —           | 27    | 8     |
| Нью-Инглэнд Революшн | MLS              | 2021             | 29   | 3    | 1        | 0        | —     | —     | —           | —           | 30    | 3     |
| Нью-Инглэнд Революшн | Итого            | Итого            | 231  | 45   | 13       | 2        | 9     | 6     | —           | —           | 253   | 53    |
| Нэшвилл              | MLS              | 2022             | 4    | 0    | 0        | 0        | 0     | 0     | —           | —           | 4     | 0     |
| Нэшвилл              | Итого            | Итого            | 4    | 0    | 0        | 0        | 0     | 0     | —           | —           | 4     | 0     |
| Всего за карьеру     | Всего за карьеру | Всего за карьеру | 324  | 64   | 18       | 4        | 17    | 9     | 2           | 0           | 361   | 77    |

Источники: Soccerway, Transfermarkt, MLSsoccer.com, SoccerStats.us

### Международная статистика
| Команда | Год   | Игры | Голы |
| ------- | ----- | ---- | ---- |
| США     |       |      |      |
| 2010    | 1     | 0    |      |
| 2011    | 1     | 1    |      |
| 2012    | 2     | 0    |      |
| Всего   | Всего | 4    | 1    |

Источник: National Football Teams
Голы за сборную
| №  | Дата           | Место                         | Соперник | Голы | Результат | Турнир            |
| -- | -------------- | ----------------------------- | -------- | ---- | --------- | ----------------- |
| 1. | 22 января 2011 | Хоум Дипо Сентер, Карсон, США | Чили     | 1:1  | 1:1       | Товарищеский матч |

## Достижения
Командные
 «Спортинг Канзас-Сити»
- Чемпион MLS (обладатель Кубка MLS): 2013
- Обладатель Открытого кубка США: 2012

 «Нью-Инглэнд Революшн»
- Победитель регулярного чемпионата MLS: 2021